# Амальфитанское побережье
Амальфийское побережье (итал. Costiera Amalfitana) — южное побережье полуострова Сорренто у Салернского залива. Объект Всемирного наследия ЮНЕСКО с 1997 года. Вдоль побережья проходит прибрежная дорога Амальфитана. Основной отраслью экономики является туризм. Важным туристическим центром Южной Италии является город Амальфи, известный своим собором 937 года. Жемчужиной побережья является рыбацкая деревня Позитано, которая со склонов гор в виде террас спускается к морю. Недалеко от неё расположена высочайшая точка полуострова — пик Монте-Файт (1131 м). Ряд населённых пунктов побережья является членами ассоциации  «Самые красивые городки Италии».
Побережье Амальфи использовалось для съёмок нескольких сцен фильма Федерико Феллини «Рим» 1972 года и для американского супергеройского фильма 2017 года «Чудо-женщина», где оно было изображено как остров амазонок Темискира.